# آرماویر، ارمنستان
آرماویر (به ارمنی: Արմավիր) شهری در جنوب غربی ارمنستان است که در استان آرماویر واقع شده‌است.  در  کیلومتری شمال آرماویر، مرکز استان آرماویر واقع شده است. آرماویر مرکز استان آرماویر نیز می‌باشد

## خصوصیات
آرماویر ۸٫۵۱ کیلومتر مربع مساحت و ۲۹٬۳۱۹ نفر جمعیت دارد و ۸۷۰ متر بالاتر از سطح دریا واقع شده‌است.  در  کیلومتری شمال آرماویر، مرکز استان آرماویر واقع شده است.

## خواهرخوانده
شهرهای دیرالزور، الاوچ، آرماویر، روسیه، فئودوسیا و کرمان خواهرخوانده‌های آرماویر هستند.

## وجه تسمیه
نام این شهر قبل از ۱۹۳۵ سَردارآباد بود و در زمان شوروی به هوکتِمبِریان تغییر داده شد. شهری در روسیه که آرماویر نام دارد در سده نوزدهم توسط مهاجران ارمنی ساخته شد و به نام همین شهر نامگذاری شد.
دودمان اروندی که از والیان مادها و هخامنشیان در ارمنستان بودند نخست از آرماویر فرمان می‌راندند.

## فرهنگ

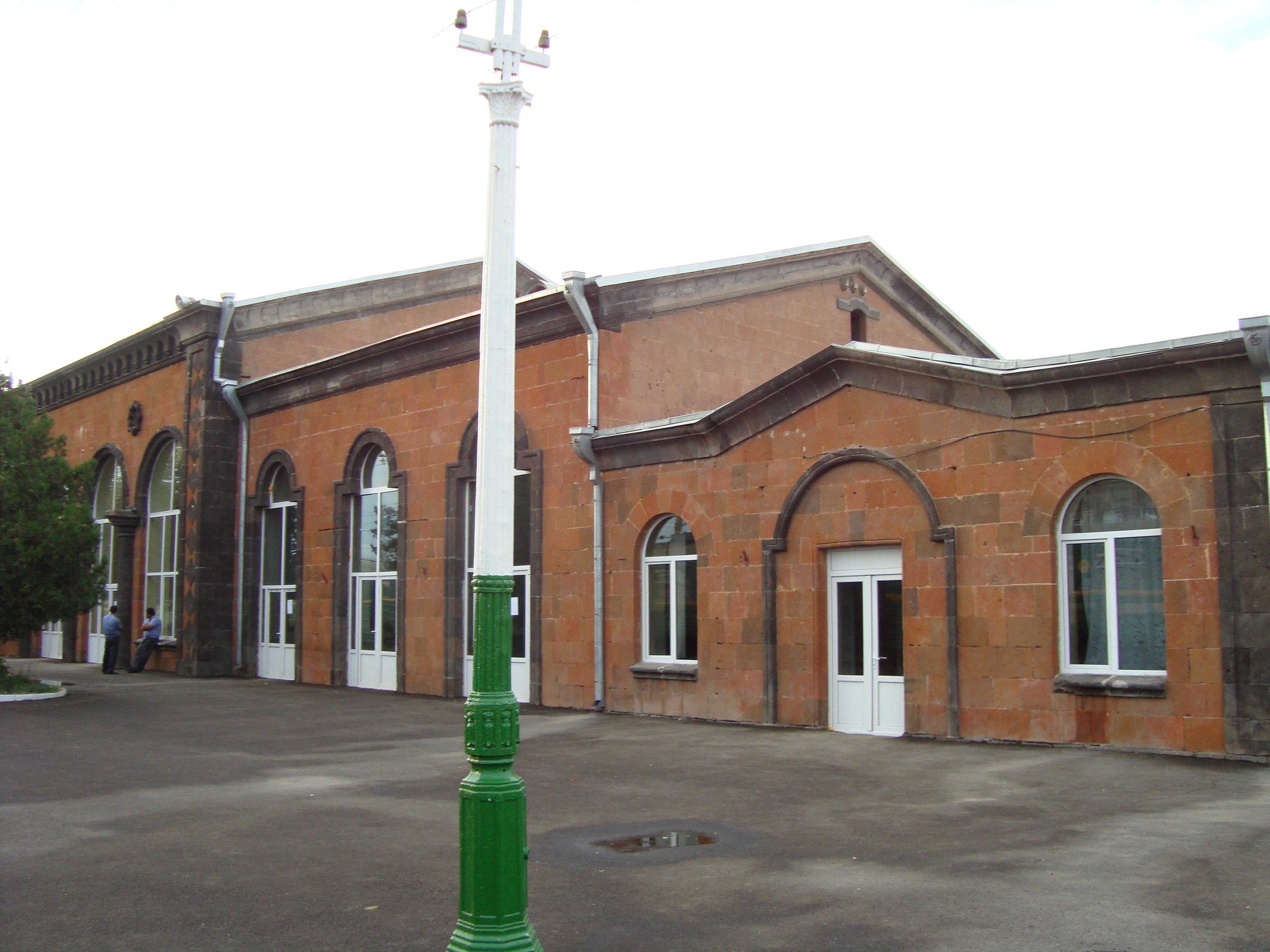
ایستگاه راه‌آهن آرماویر

## جغرافیا و آب و هوا
| داده‌های اقلیم آرماویر   | داده‌های اقلیم آرماویر | داده‌های اقلیم آرماویر | داده‌های اقلیم آرماویر | داده‌های اقلیم آرماویر | داده‌های اقلیم آرماویر | داده‌های اقلیم آرماویر | داده‌های اقلیم آرماویر | داده‌های اقلیم آرماویر | داده‌های اقلیم آرماویر | داده‌های اقلیم آرماویر | داده‌های اقلیم آرماویر | داده‌های اقلیم آرماویر | داده‌های اقلیم آرماویر |
| ماه                     | ژانویه                | فوریه                 | مارس                  | آوریل                 | مه                    | ژوئن                  | ژوئیه                 | اوت                   | سپتامبر               | اکتبر                 | نوامبر                | دسامبر                | سال                   |
| ----------------------- | --------------------- | --------------------- | --------------------- | --------------------- | --------------------- | --------------------- | --------------------- | --------------------- | --------------------- | --------------------- | --------------------- | --------------------- | --------------------- |
| میانگین بیش‌ترین °C (°F) | ۱٫۵ (۳۵)              | ۴٫۲ (۴۰)              | ۱۱٫۳ (۵۲)             | ۱۹٫۰ (۶۶)             | ۲۴٫۰ (۷۵)             | ۲۸٫۴ (۸۳)             | ۳۲٫۶ (۹۱)             | ۳۲٫۱ (۹۰)             | ۲۸٫۲ (۸۳)             | ۲۰٫۳ (۶۹)             | ۱۲٫۳ (۵۴)             | ۴٫۸ (۴۱)              | ۱۸٫۲۳ (۶۴٫۹)          |
| میانگین روزانه °C (°F)  | −۳٫۲ (۲۶)             | −۰٫۸ (۳۱)             | ۵٫۶ (۴۲)              | ۱۲٫۵ (۵۵)             | ۱۷٫۱ (۶۳)             | ۲۱٫۰ (۷۰)             | ۲۵٫۰ (۷۷)             | ۲۴٫۴ (۷۶)             | ۲۰٫۱ (۶۸)             | ۱۳٫۱ (۵۶)             | ۶٫۶ (۴۴)              | ۰٫۵ (۳۳)              | ۱۱٫۸۲ (۵۳٫۴)          |
| میانگین کم‌ترین °C (°F)  | −۷٫۹ (۱۸)             | −۵٫۶ (۲۲)             | −۰٫۱ (۳۲)             | ۶٫۰ (۴۳)              | ۱۰٫۳ (۵۱)             | ۱۳٫۷ (۵۷)             | ۱۷٫۵ (۶۴)             | ۱۶٫۸ (۶۲)             | ۱۲٫۰ (۵۴)             | ۵٫۹ (۴۳)              | ۰٫۹ (۳۴)              | −۳٫۸ (۲۵)             | ۵٫۴۸ (۴۲٫۱)           |
| بارندگی میلی‌متر (اینچ)  | ۱۹ (۰٫۷۵)             | ۲۲ (۰٫۸۷)             | ۲۴ (۰٫۹۴)             | ۳۵ (۱٫۳۸)             | ۵۲ (۲٫۰۵)             | ۳۵ (۱٫۳۸)             | ۱۷ (۰٫۶۷)             | ۱۳ (۰٫۵۱)             | ۱۵ (۰٫۵۹)             | ۳۱ (۱٫۲۲)             | ۲۴ (۰٫۹۴)             | ۱۸ (۰٫۷۱)             | ۳۰۵ (۱۲٫۰۱)           |
| منبع: Climate-Data.org  |                       |                       |                       |                       |                       |                       |                       |                       |                       |                       |                       |                       |                       |

## خواهر خواندگی
- آرماویر، روسیه
- فئودوسیا، اوکراین
- دیرالزور، سوریه since October 2010.[۵]
- گالوستون، تگزاس، ایالات متحده آمریکا
- کرمان، ایران[۶]

## جاذبه‌های تاریخی

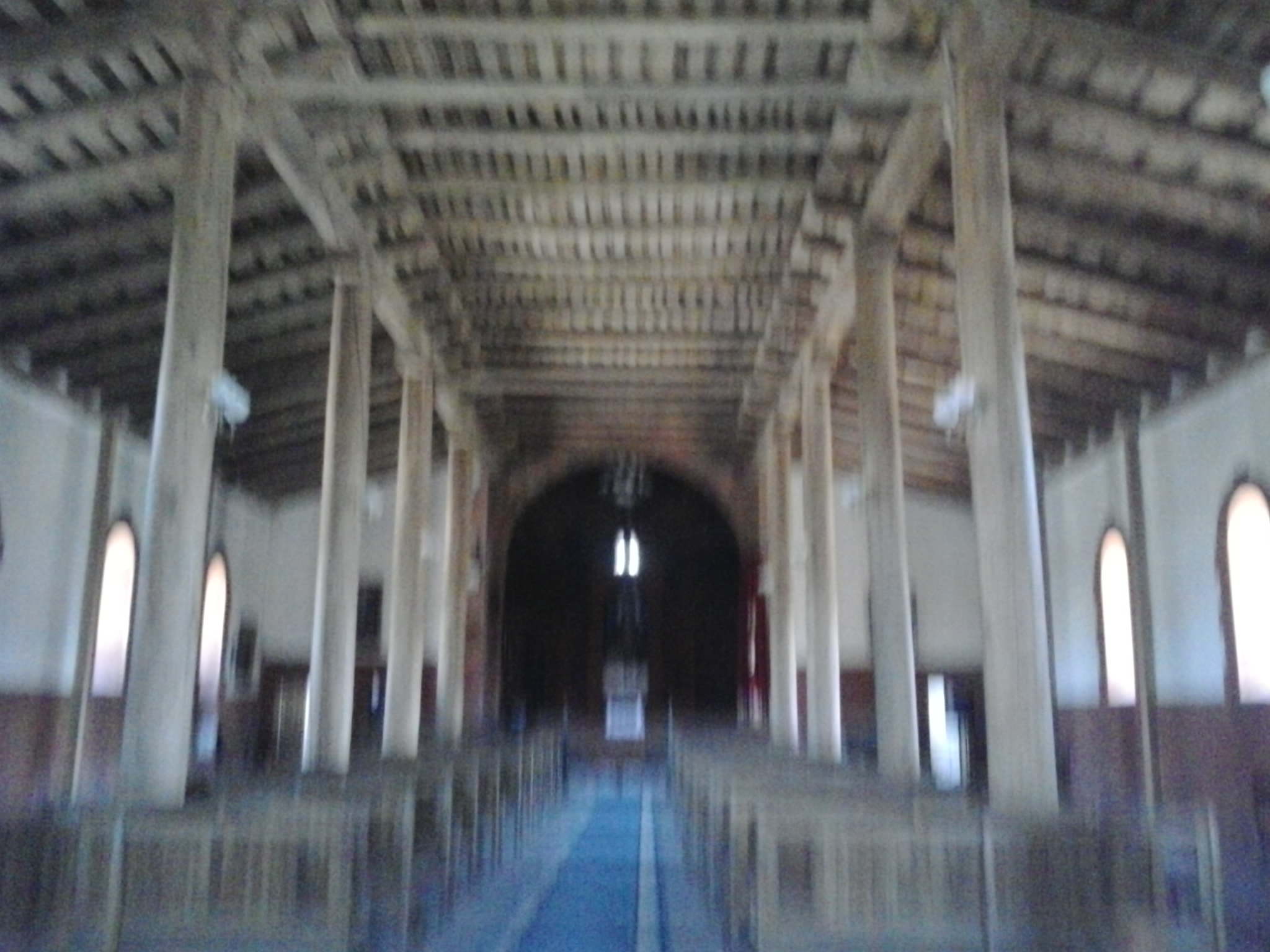
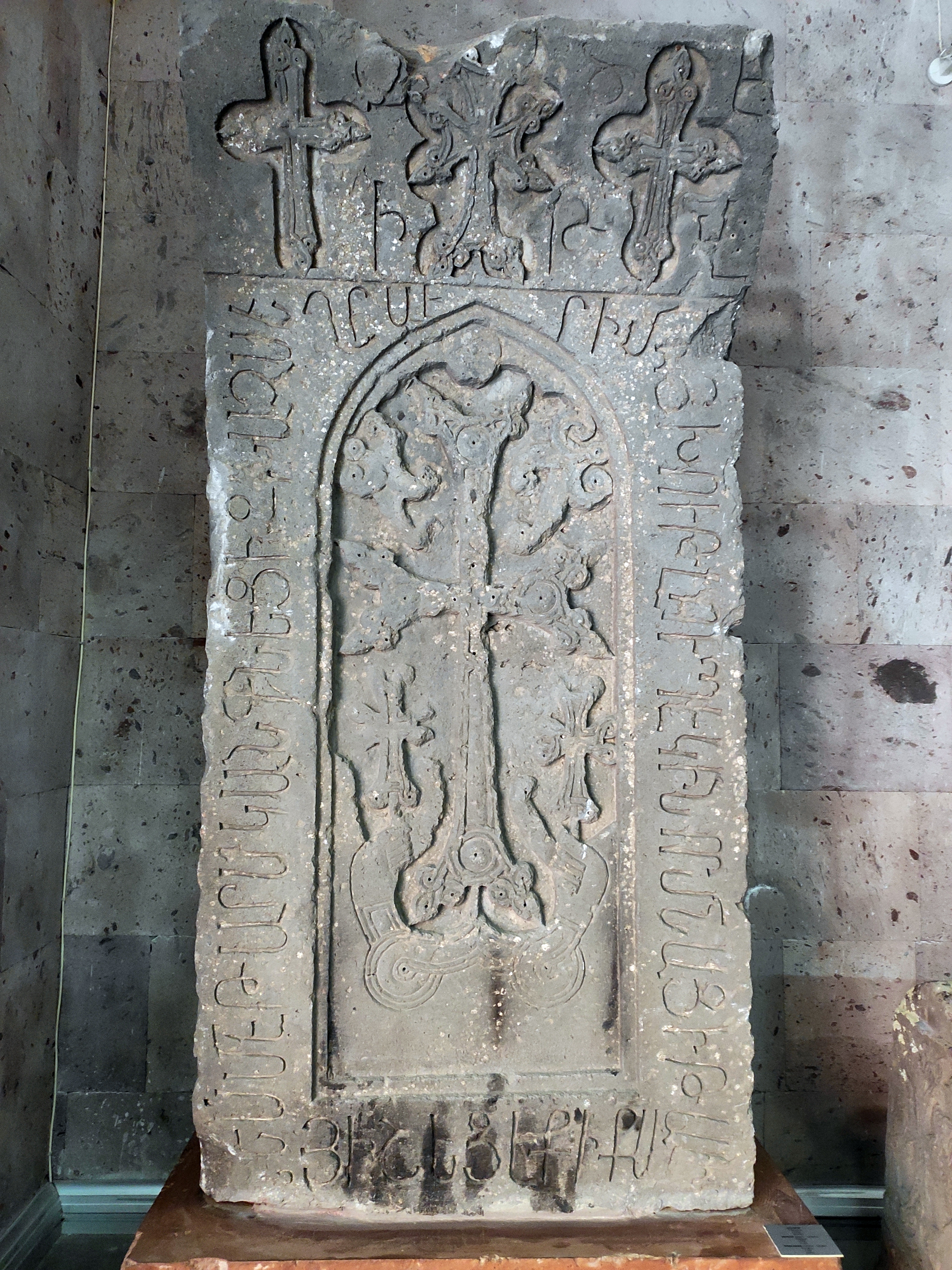